# Козлово (Сергиево-Посадский район)
Козлово — деревня в Сергиево-Посадском городском округе Московской области, в составе муниципального образования Сельское поселение Шеметовское (до 29 ноября 2006 года входила в состав Константиновского сельского округа).

## Население
| 2002 | 2006 | 2010 |
| ---- | ---- | ---- |
| 19   | ↘12  | ↘11  |

## География
Козлово расположена примерно в 34 км (по шоссе) на север от Сергиева Посада, на безымянном притоке реки Вытравка (левый приток реки Дубны), высота центра деревни над уровнем моря — 200 м.